# Joris van Son

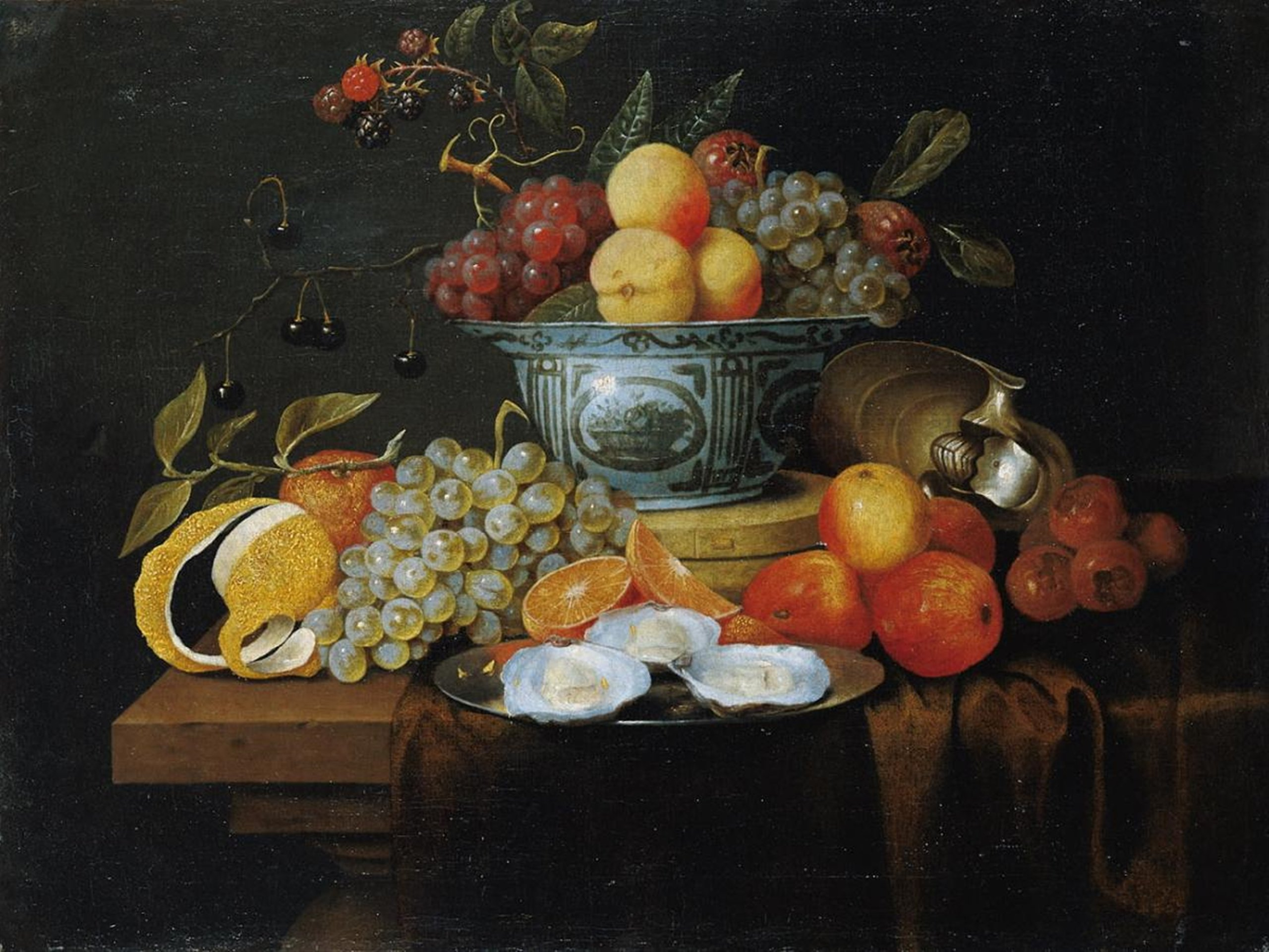
Fruktstilleben med en wan-li skål och ostron på en tallrik

Joris van Son, född 1623 i Antwerpen, död där 1667, var en flamländsk stillebenmålare.
van Son målade företrädesvis fruktstycken och så kallade frukoststycken, det vill säga allehanda finare matvaror, humrar, ostron, viner och så vidare, grupperade på en bordsskiva. Utmärkta tavlor av honom finns i Schleissheims galleri, i museerna i Madrid, Gotha och Köpenhamn samt i svenska privatsamlingar. En mindre tavla av hans hand, Frukter och kokta kräftor, finns i Nationalmuseum i Stockholm.